# ریچارد چانسلر
ریچارد چانسلر (۱۵۵۶–۱۵۲۱) دریانورد و کاوش گر بریتانیایی بود که با راه‌اندازی شرکتی به نام «کمپانی بازرگانان ماجراجوی سرزمین‌های تازه» به قطب شمال و دریای سفید سفرهای اکتشافی کرده بود.
چانسلر با ورود به شهر آرخانگلسک در شمال باختری روسیه توانست امتیازاتی از تزار ایوان چهارم معروف به ایوان مخوف برای بازرگانان بریتانیایی بگیرد که در نهایت منجر به تأسیس شرکت مسکووی در روسیه شد.

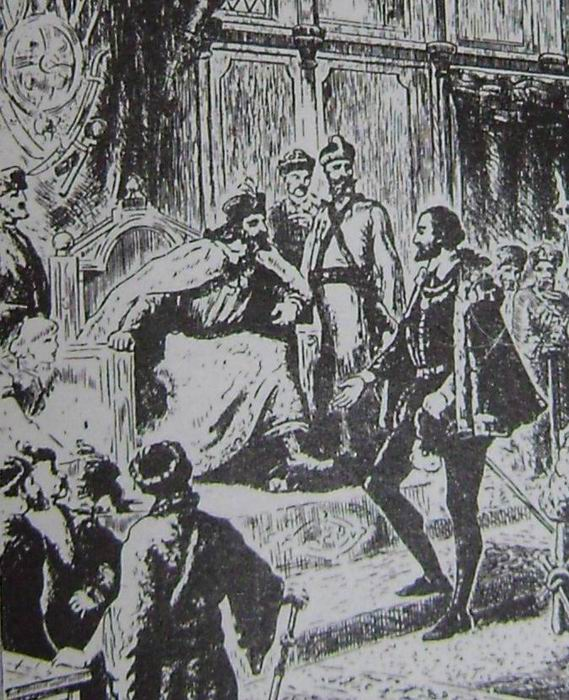
Richard Chancellor (1553)